# Louis F. Leistikow

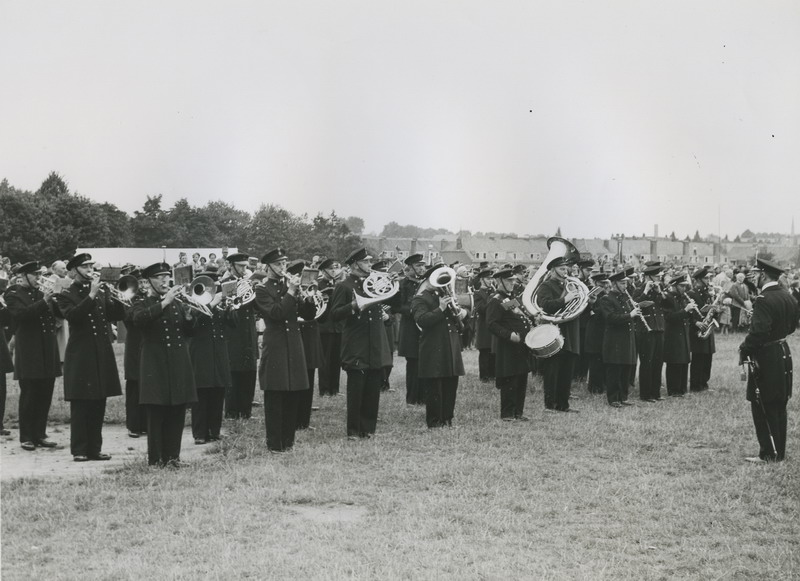
De marinekapel onder leiding van kapelmeester L.H.F. Leistikow tijdens de Nijmeegse Vierdaagse van 1937.

Louis H. F. Leistikow (soms ook: Leistikov) (Arnhem, 8 mei 1885 - Driehuis (Velsen), 20 juni 1959) was een Nederlands componist en militaire kapelmeester. 
Ludovicus Hubertus Frederik Leistikow werd geboren in Arnhem als zoon van stafmuzikant Frederik Gerardus Leistikow en Cornelia Angenieta Metzel. Hijzelf was getrouwd (geweest) met Rebecca Wilhelmina Karels (dochter van ritmeester Hendrik Karels) en Alida Kobus.
Hij was sinds 1906 muzikant in de Stafmuziek der Koninklijke Marine, voorganger van de in 1945 opgerichte Marinierskapel der Koninklijke Marine. In 1924 werd hij als opvolger van Jacob ter Hall dirigent van deze Marinekapel. Hij bleef in deze functie tot 1940, toen kort na de bezetting de Stafmuziek der Koninklijke Marine werd ontbonden. 
Hij is componist van de Piccolo Polka.
[

1. ↑  Piccolo Polka, Louis F. Leistikow, soloist Donkers / recorded in 1924/39, Marinierskapel der Koninklijke Marine - conductor: lieutenant Louis F. Leistikow (gearchiveerd)